# Evangelische Kirche (Goßfelden)

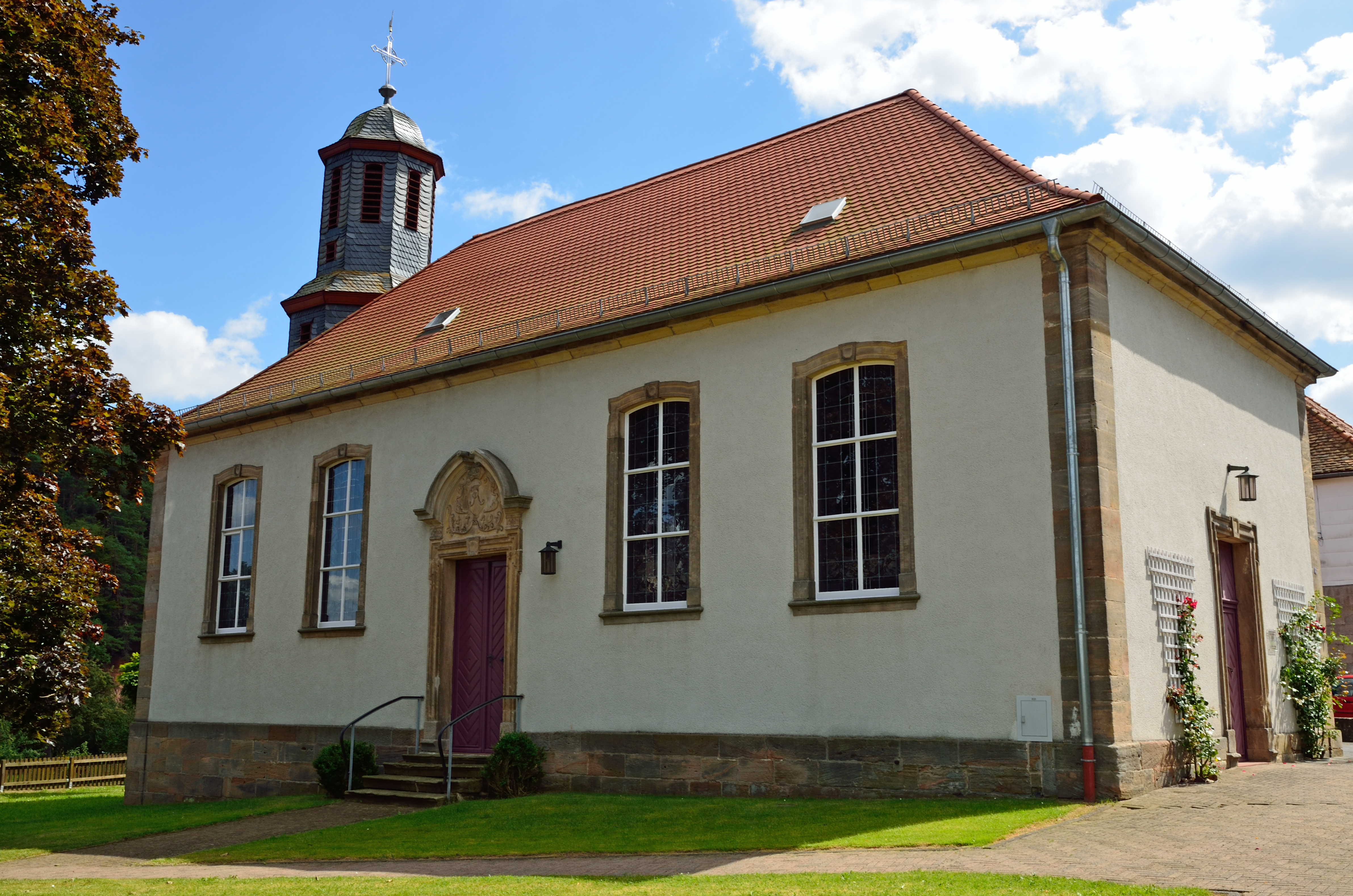
Evangelische Kirche Goßfelden

Die Evangelische Kirche Goßfelden ist ein denkmalgeschütztes Kirchengebäude, das im Ortsteil Goßfelden der Stadt Lahntal im Landkreis Marburg-Biedenkopf (Hessen) steht. Die Kirche gehört zur Kirchengemeinde Lahnfels im Kirchenkreis Kirchhain im Sprengel Marburg der Evangelischen Kirche von Kurhessen-Waldeck.

## Beschreibung
Die Saalkirche wurde nach einem Entwurf von Landbaumeister Giovanni Ghezzi 1749–56 erbaut. Sie hat einen eingestellten Kirchturm im Osten. Das Kirchenschiff ist mit einem Walmdach, der Kirchturm mit einem achteckigen, gestaffelten, schiefergedeckten Aufsatz bedeckt. Über dem Portal im Norden befindet sich ein gesprengter Giebel mit den Buchstaben FR für den schwedischen König Friedrich, der zugleich Landgraf von Hessen-Kassel war. Die Glasmalereien hat 1979 Erhard Klonk, das Bild von der Kreuzigung auf der Empore im Osten hat 1949 Franz Frank geschaffen. 
Die Kanzel hat 1756 Johann Georg Urban gebaut, die erste Orgel Carl Jakob Ziese im Jahr 1839. Sie wurde um 1890 durch eine Orgel mit elf Registern, zwei Manualen und Pedal von den Gebrüdern Euler ersetzt.